# Distrito de Lircay
El distrito de Lircay es uno de los doce que conforman la provincia de Angaraes, ubicada en el departamento de Huancavelica, en el Sur del Perú.

## Historia
El descubrimiento del azogue en Huancavelica y lo estratégica de su ubicación, dieron lugar a que el 8 de agosto de 1572 y bajo el gobierno del Virrey Francisco de Toledo se procediera a la fundación española de la Villa de San Juan Bautista de Lircay. 
El trasfondo de esta fundación era que la de administrar una región que por sus privilegiados recursos naturales, así como por la magnanimidad climática de la que gozaba, podía suministrar de productos agrícolas y ganaderos a la gran cantidad de gente que trabajaba en las minas de mercurio. 
Atraídos por la fiebre de riqueza y prosperidad en la época en que Carlos III era rey de España y Agustín de Jáuregui, Virrey del Perú en 1762, llegaron a Lircay Gregorio Delgado, Juan Vidalon y Santiago Parodi, asentándose en el pintoresco pueblo serrano. 
Otros ibéricos como José Dolorier y Felipe Jordán siguieron viaje hacia Anchonga donde sentaron su sede residencial extendiendo sus dominios a los lugares aledaños. Ya por entonces la minería empezaba a tomar impulso con el descubrimiento de las minas de plata de Julcani, cuyos caudales coadyuvaban al sostenimiento económico de España.
Durante el período republicano aparece como parte integrante del departamento de Ayacucho gracias a un decreto dictado el 21 de junio de 1825 por el Libertador Simón Bolívar, estableciéndose de esta manera la naciente Provincia de Angaraes. 
Un año después en 1826, el general Andrés de Santa Cruz incorpora a Angaraes como parte integrante de la Intendencia de Huancavelica.  En 1847, el Mariscal Ramón Castilla a través de un Decreto Supremo restableció la provincia de Angaraes integrada por los distritos de Lircay, Julcamarca y Acobamba, siendo esta última la capital provincial. Por Ley del 8 de noviembre de 1879, firmado por el primer vicepresidente de la República, Luis de la Puerta, se declaró a Lircay, Villa y Capital de la Provincia de Angaraes en el Departamento de Huancavelica, elevándola al rango de Ciudad, por Ley del 22 de agosto de 1898.

## Geografía
El distrito abarca una superficie de 818,84 km²

## Autoridades

### Municipales
- 2011-2014[1]
  - Alcalde: Ramiro Guzmán Ibañez, Movimiento Regional Ayni.
  - Regidores: Oscar Zorrilla Cabrera (Ayni), Orlando Valenzuela Oré (Ayni), Edgar Cárdenas Criales (Ayni), Esther Juana Quispe Huincho (Ayni), Vicente Torres Buendía (Ayni), León Hurtado Huincho (Ayni), Elma Abregu Zevallos (Proyecto Integracionista de Comunidades Organizadas), Enrique Rigoberto Camac Ojeda (Trabajando para Todos), César Zorrilla Llancari (Movimiento Independiente de Campesinos y Profesionales).

### Religiosas
- Obispo de Huancavelica: Monseñor Isidro Barrio Barrio (2005 - ).

## Festividades
- Señor de Amo- 1 de enero
- Quatum Pukllay- febrero
- Virgen del Carmen - 16 de julio
- Virgen del Rosario - 7 de octubre
- Fiesta del Niño Jesus- 25 de diciembre